# Невский проспект (станция метро)
«Не́вский проспе́кт» — станция Петербургского метрополитена. Расположена на Московско-Петроградской линии, между станциями «Сенная площадь» и «Горьковская».
Станция открыта 1 июля 1963 года в составе участка «Технологический институт» — «Петроградская». Название связано с расположением на одноимённой главной магистрали города.

## Наземные сооружения
Павильон у станции отсутствует. Вход в подуличный вестибюль осуществляется через подземные переходы, имеющие выходы на Михайловскую улицу, Думскую улицу и Невский проспект. Вестибюль и подземный переход выполнен по проекту архитекторов А. К. Андреева, А. С. Гецкина и В. П. Шуваловой. Подуличное размещение вестибюля было применено впервые в Ленинграде.

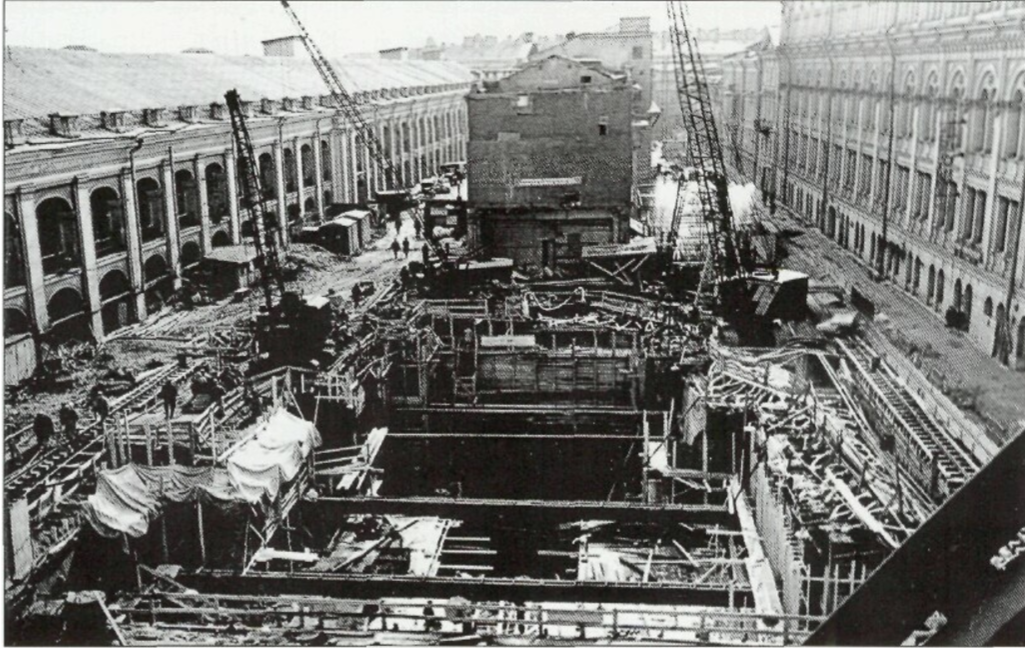
Строительство вестибюля станции. На фоне заметно ещё не полностью снесённое здание Перинных рядов.

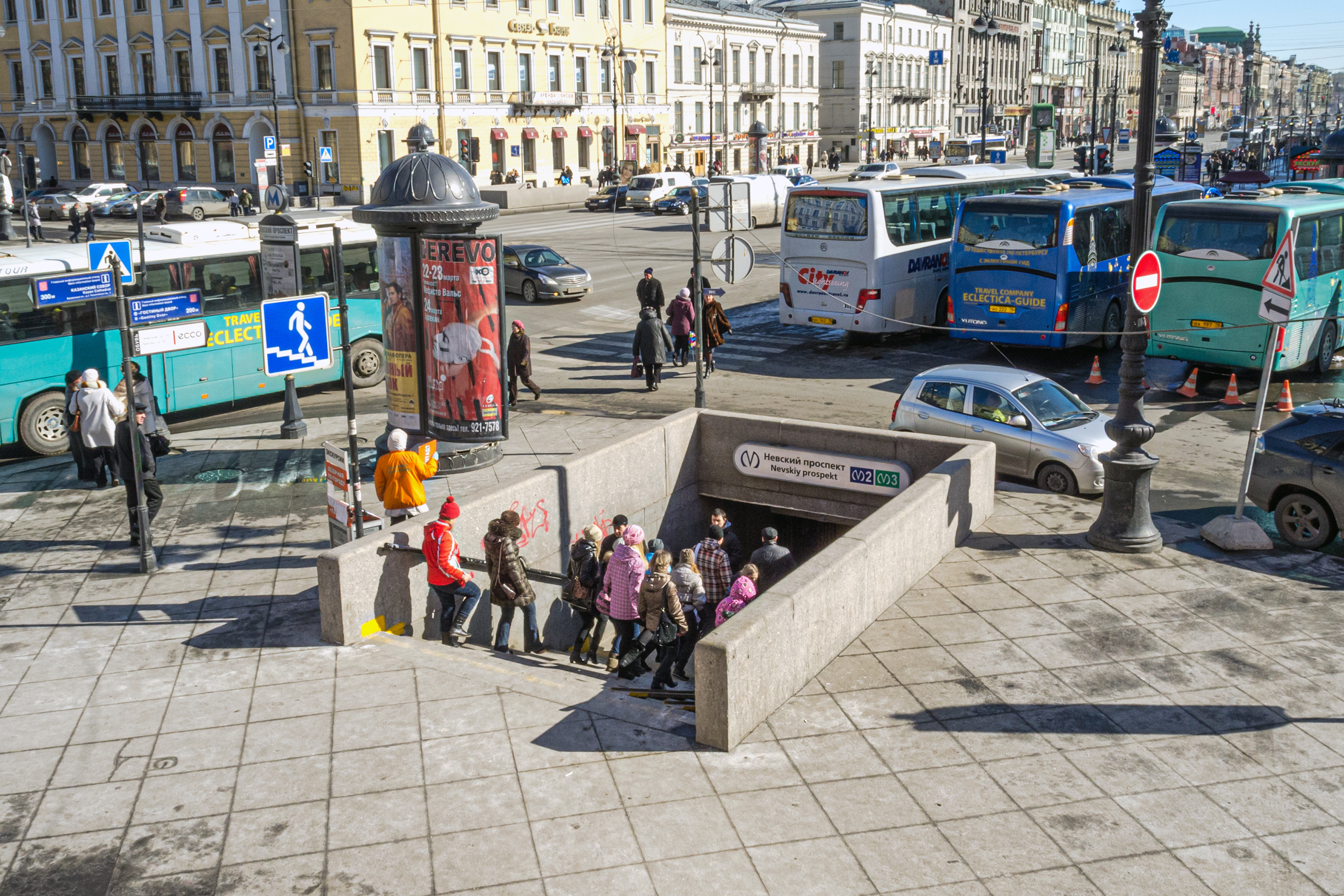
Лестница, ведущая к вестибюлю станции

При его сооружении на Думской улице были снесены Перинные ряды и портик Руска. В 1972 году портик был восстановлен с несколько изменёнными пропорциями, а в 2004 году был построен торговый центр «Перинные ряды», совершенно непохожий на предыдущие постройки.
При открытии станция имела единственный выход в подземный вестибюль на улицу Бродского (с южной стороны станции). Выход был выполнен в виде каскада из двух групп эскалаторов: трёх малых, расположенных в поперечной камере, и трёх больших — в наклонном ходе (как на «Пролетарской»), но развёрнутых под углом друг к другу. После ремонта наклонного хода в 1998 году малые эскалаторы были демонтированы и заменены на трёхмаршевую лестницу. Летом 2007 года оригинальные элементы освещения вестибюля были заменены на стандартные.
В ноябре 1967 года в северном торце станции был открыт пересадочный узел на станцию «Гостиный двор» Невско-Василеостровской линии. 30 апреля 1968 года в составе второго пускового участка у канала Грибоедова открылся второй выход станции «Гостиный двор», получивший название «Невский проспект-2» и ставший общим для обеих станций.

## Подземные сооружения
«Невский проспект» — пилонная станция глубокого заложения (глубина — 63 м). Подземный зал сооружён по проекту архитектора С. Г. Майофиса и инженера Б. Д. Максимова.
Своды и пилоны оштукатурены, в нижней части украшены рёбрами из полированного алюминия. Путевые стены были выложены стеклянной плиткой с красной подложкой, заменённой в 2006 году на искусственный камень похожего цвета. Пол центрального зала выложен габбро и лабрадоритом. Асфальтовый пол перронных залов в 2007 году заменён на гранитный.
В средней части станции находится поперечная камера. С одной стороны к ней примыкает переходной коридор со станции «Гостиный двор» с широким мостиком и лестничным спуском на платформу среднего зала. С противоположной стороны поперечной камеры (на торцевой стене) размещён текст Указа Президиума Верховного Совета СССР «О награждении Ленинградского метрополитена имени В. И. Ленина орденом Ленина»:
Указ Президиума Верховного совета СССР о награждении Ленинградского метрополитена имени В. И. Ленина орденом Ленина
За успешное выполнение коллективом метрополитена заданий пятилетнего плана и обеспечение высокой культуры в обслуживании пассажиров наградить Ленинградский метрополитен имени В. И. Ленина орденом Ленина
До 2004 года станция освещалась ртутными лампами, затем освещение было заменено на натриевое, в 2021 году натриевые лампы заменены светодиодными светильниками.

Подземные сооружения
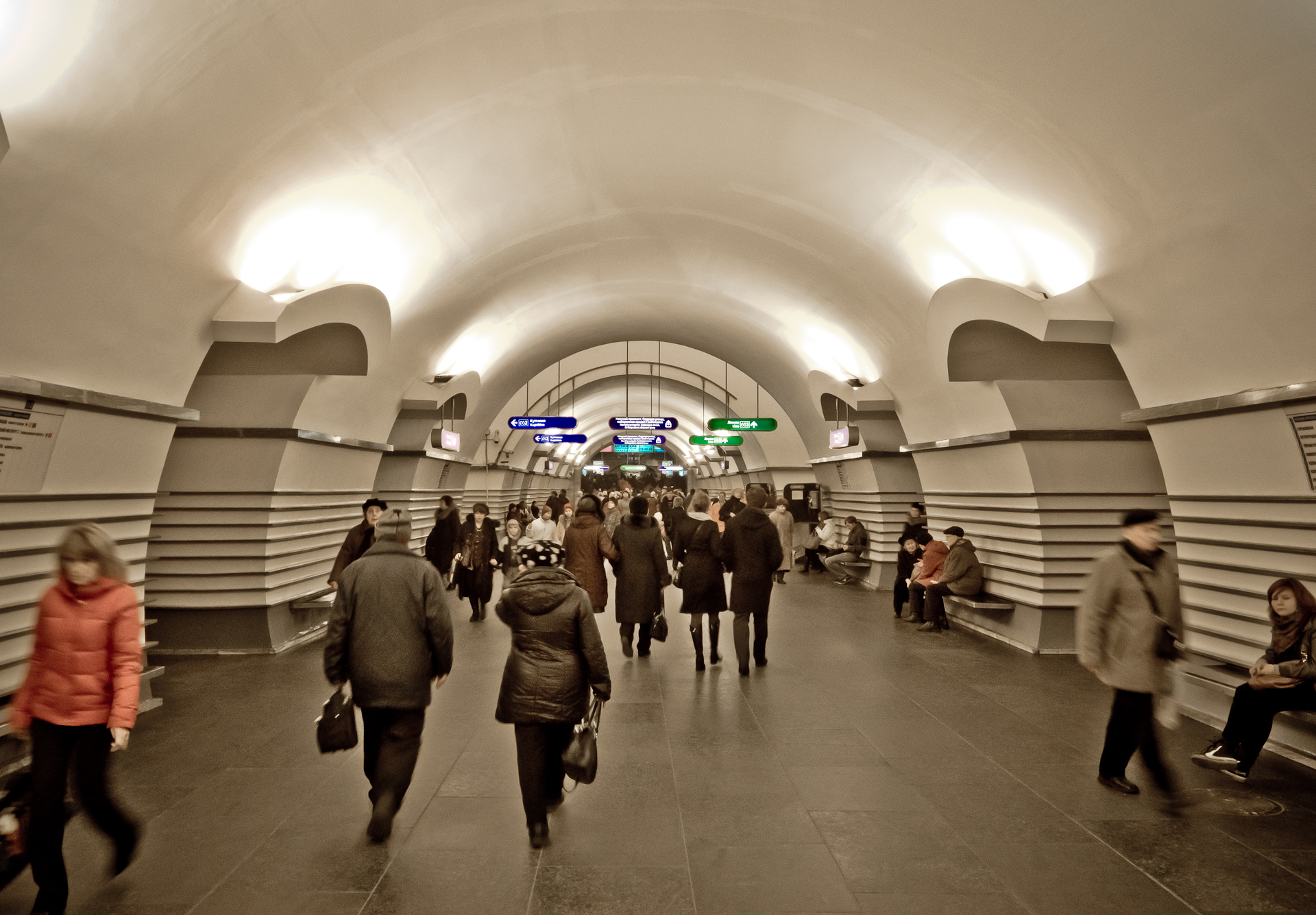
Центральный зал станции
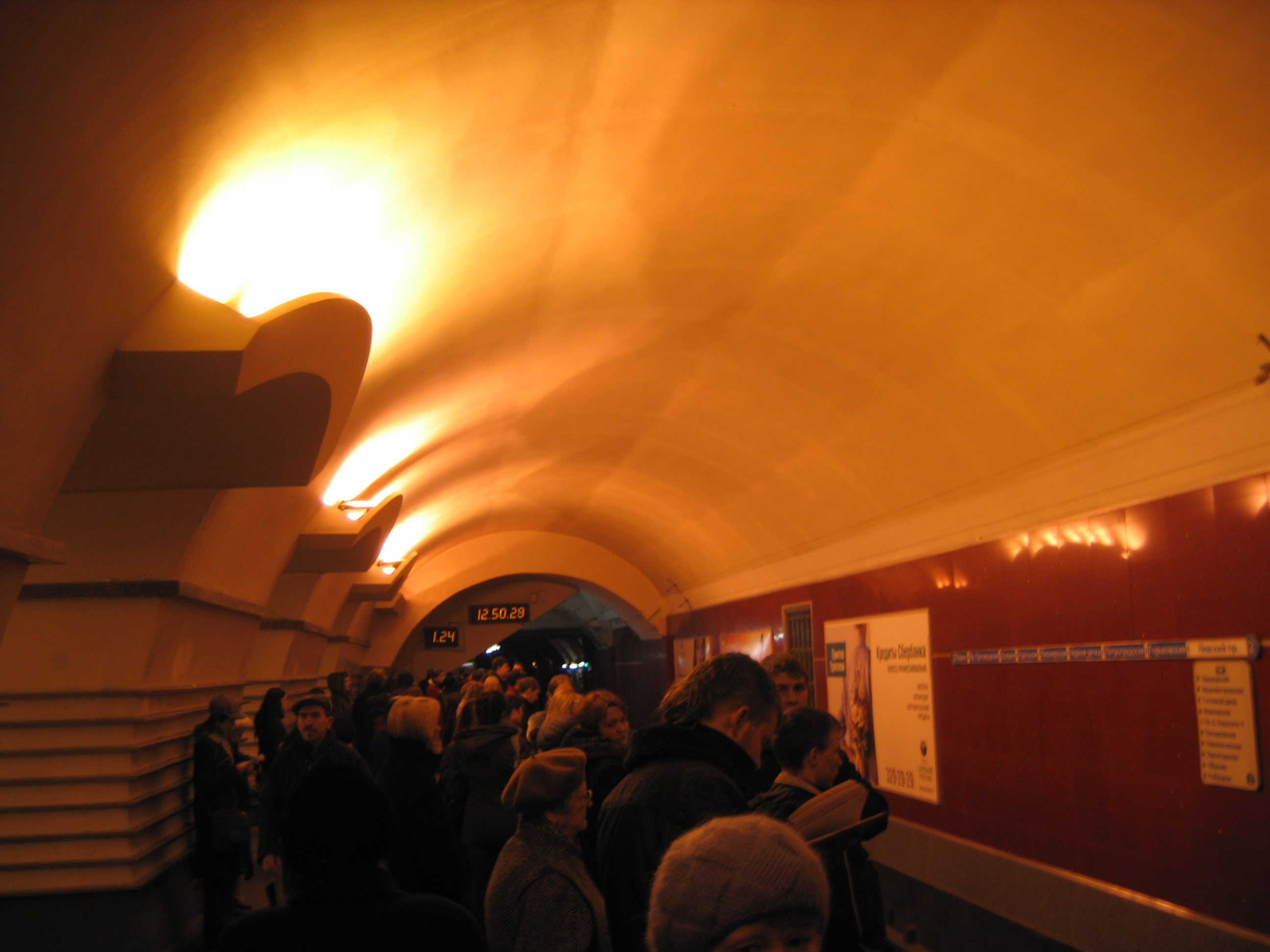
Перронный зал в сторону «Парнаса»
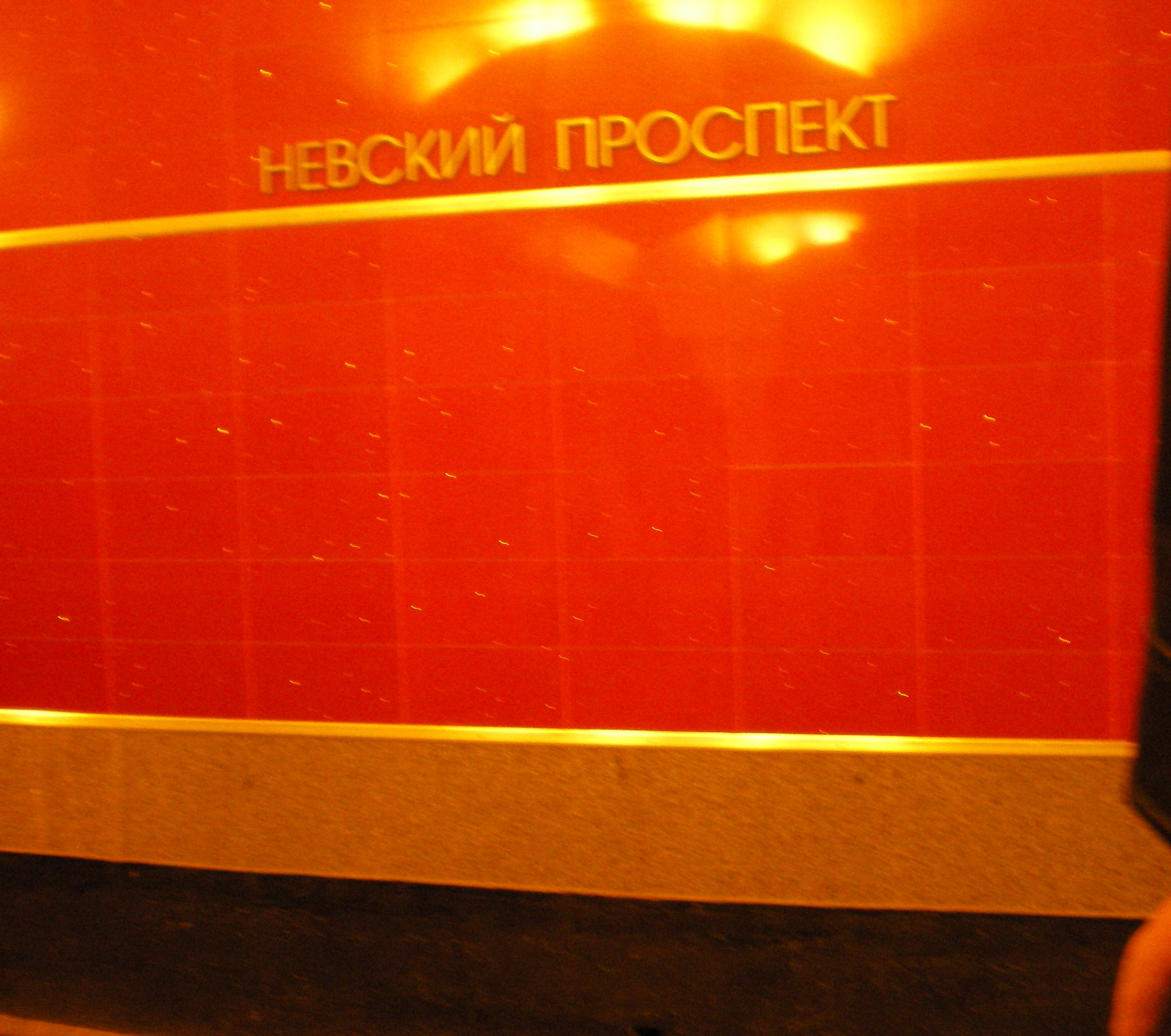
Путевая стена станции
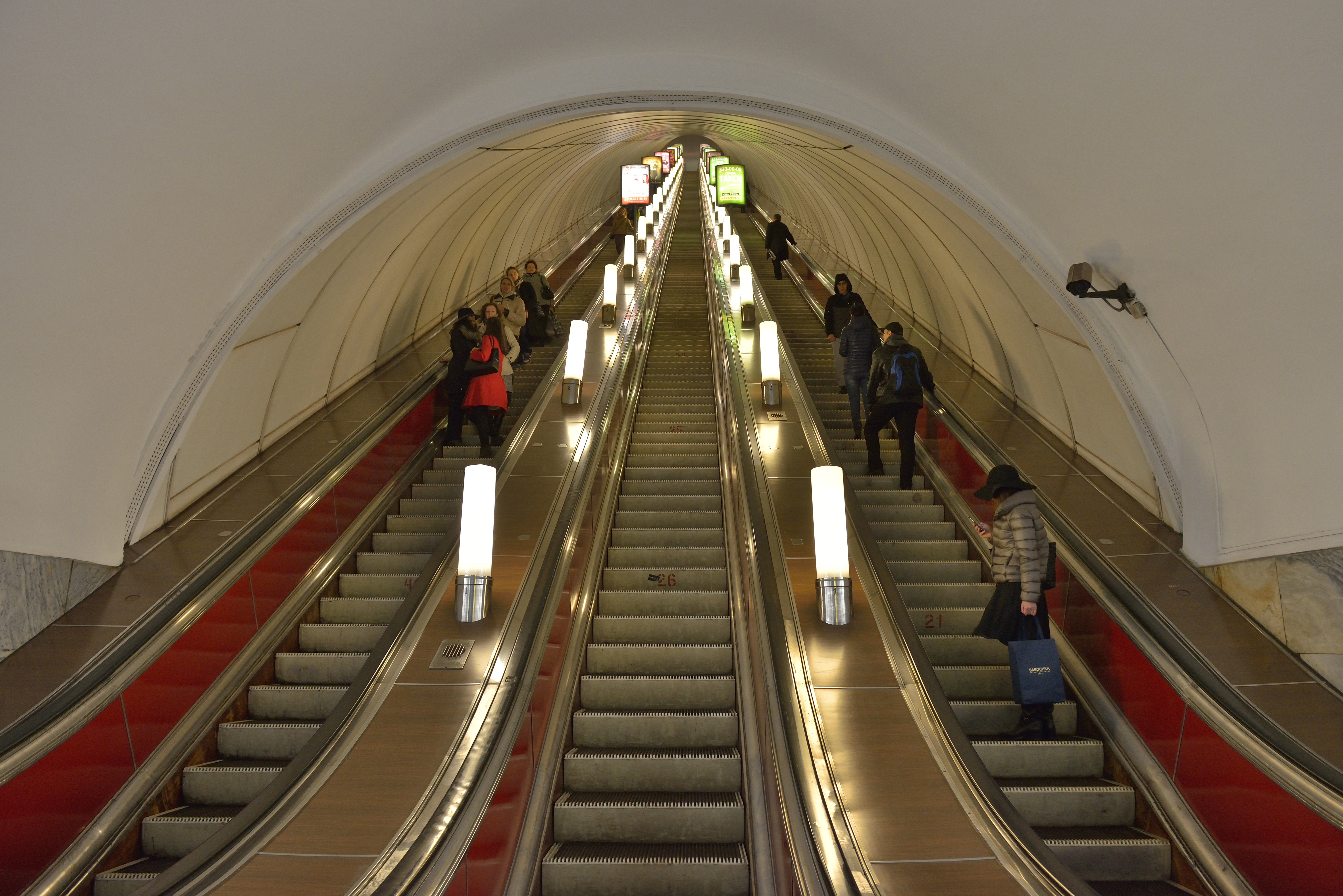
Эскалаторный ход, выход на Михайловскую улицу
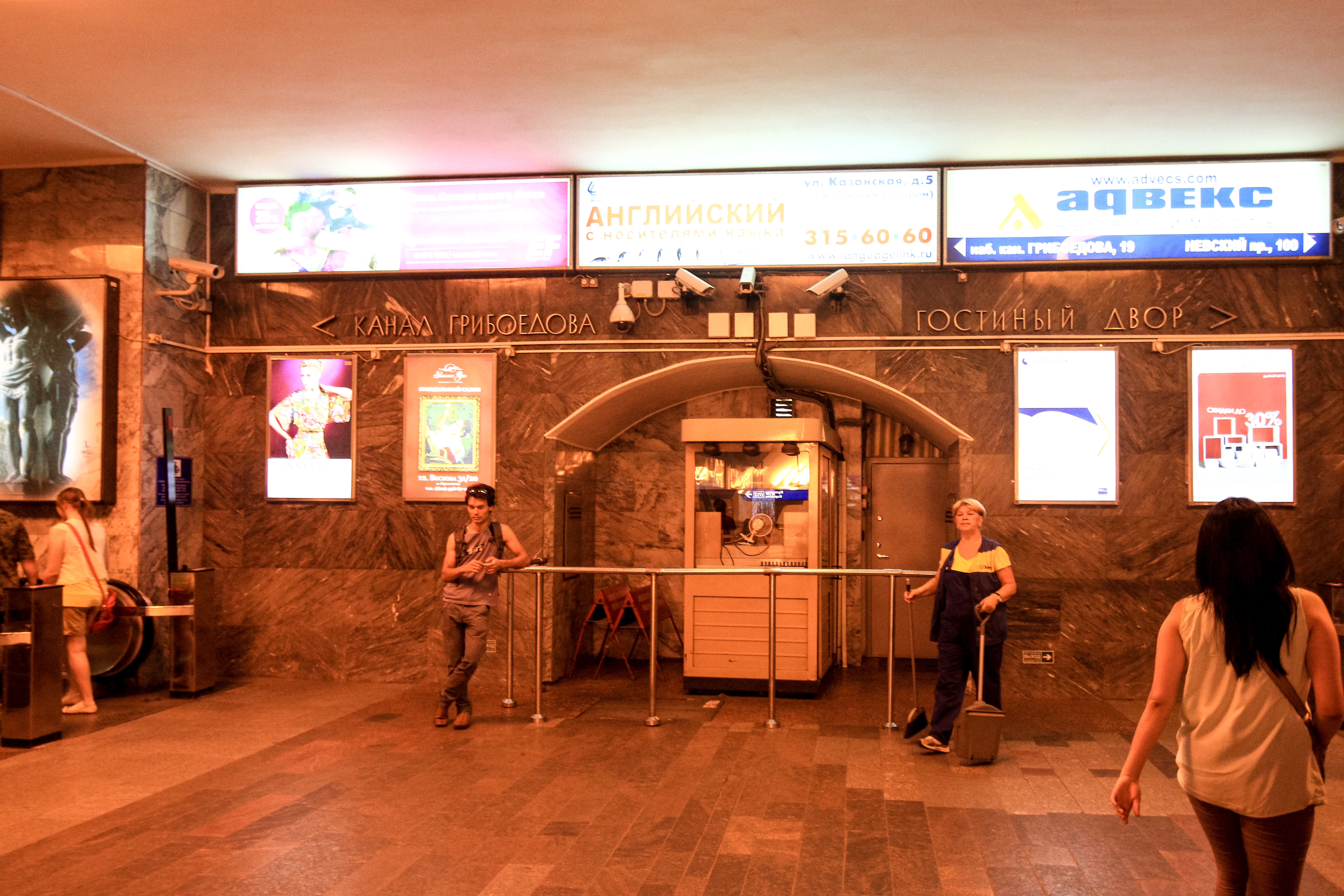
Северный аванзал
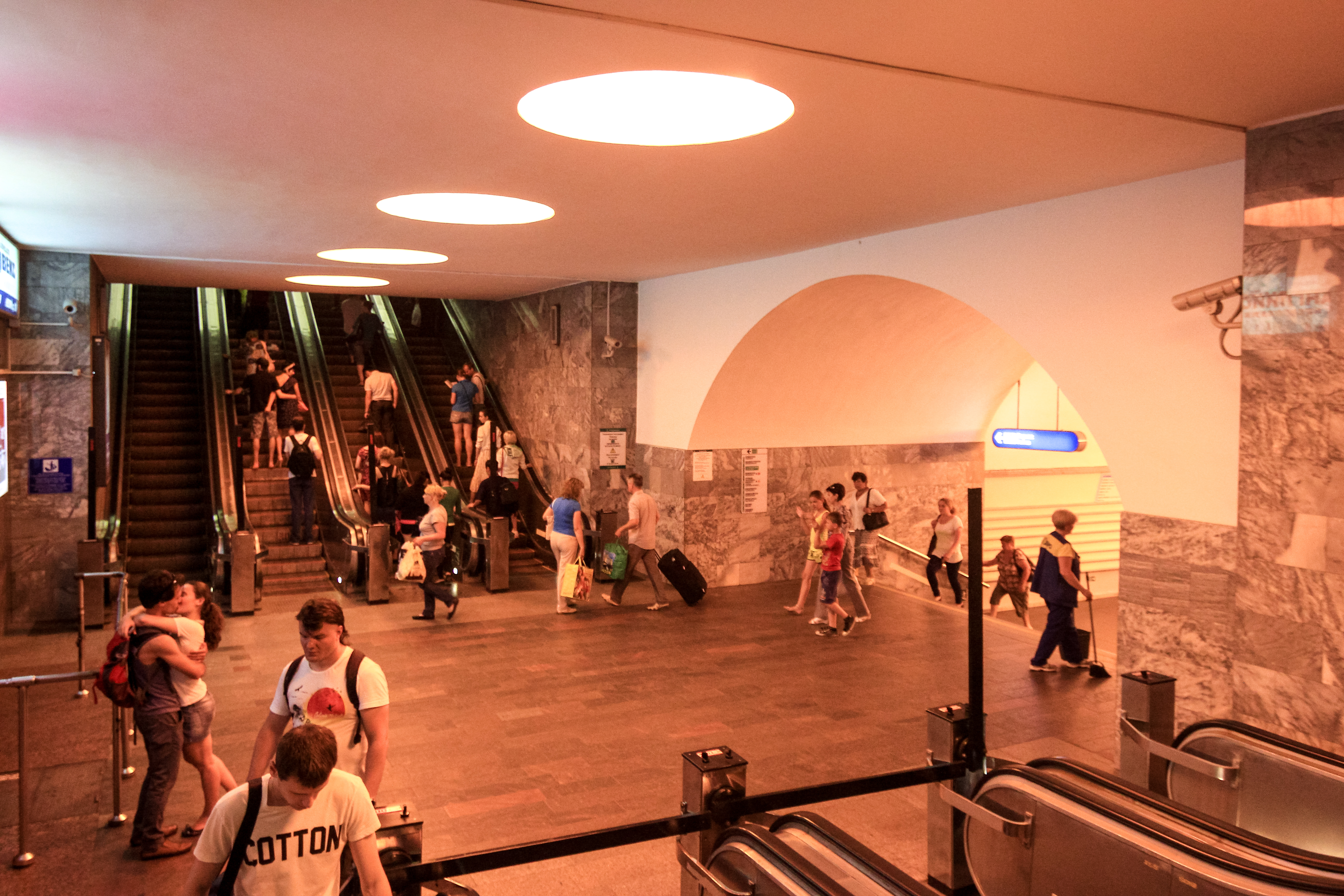
Холл между двумя эскалаторами. Дальний на фотографии ведет к выходу на канал Грибоедова и перрону пересадки на 3 линию (ведущую на Васильевский остров), ближний эскалатор ведет к выходу на Гостиный Двор

## Пересадки
«Невский проспект» имеет пересадку на станцию «Гостиный двор» Невско-Василеостровской линии. Единственная пересадка Петербургского метрополитена, в которой разделены пассажиропотоки:
- «Невский проспект» → «Гостиный двор» (эскалаторный, совмещён с собственным выходом со станции). В северном торце станции расположен эскалаторный зал, отделённый от центрального зала станции несколькими ступеньками. Из него четыре малых эскалатора ведут направо, на станцию «Гостиный двор». Эти эскалаторы практически всегда работают на подъём, чем обеспечивается направление пассажиропотока. Из этого же зала четыре малых эскалатора ведут налево, к выходу на канал Грибоедова. Однако же со станции «Гостиный двор» к выходу на канал Грибоедова ведут два узких коридора, обходящие малые эскалаторы и параллельные им. Поэтому переход на станцию «Гостиный двор» возможен и по эскалаторам, ведущим к выходу на канал Грибоедова (с последующим разворотом и проходом по коридорам), что, однако, менее удобно.
- «Гостиный двор» → «Невский проспект» (пешеходный тоннель). В середине станции «Гостиный двор» расположен лестничный спуск, ведущий к пешеходному тоннелю. Пассажиры выходят из тоннеля над платформой северного направления, и спустившись по лестнице, попадают в центральный зал станции «Невский проспект». Внизу лестницы стоят турникеты, обеспечивающие направление пассажиропотока.

Выходы из метро
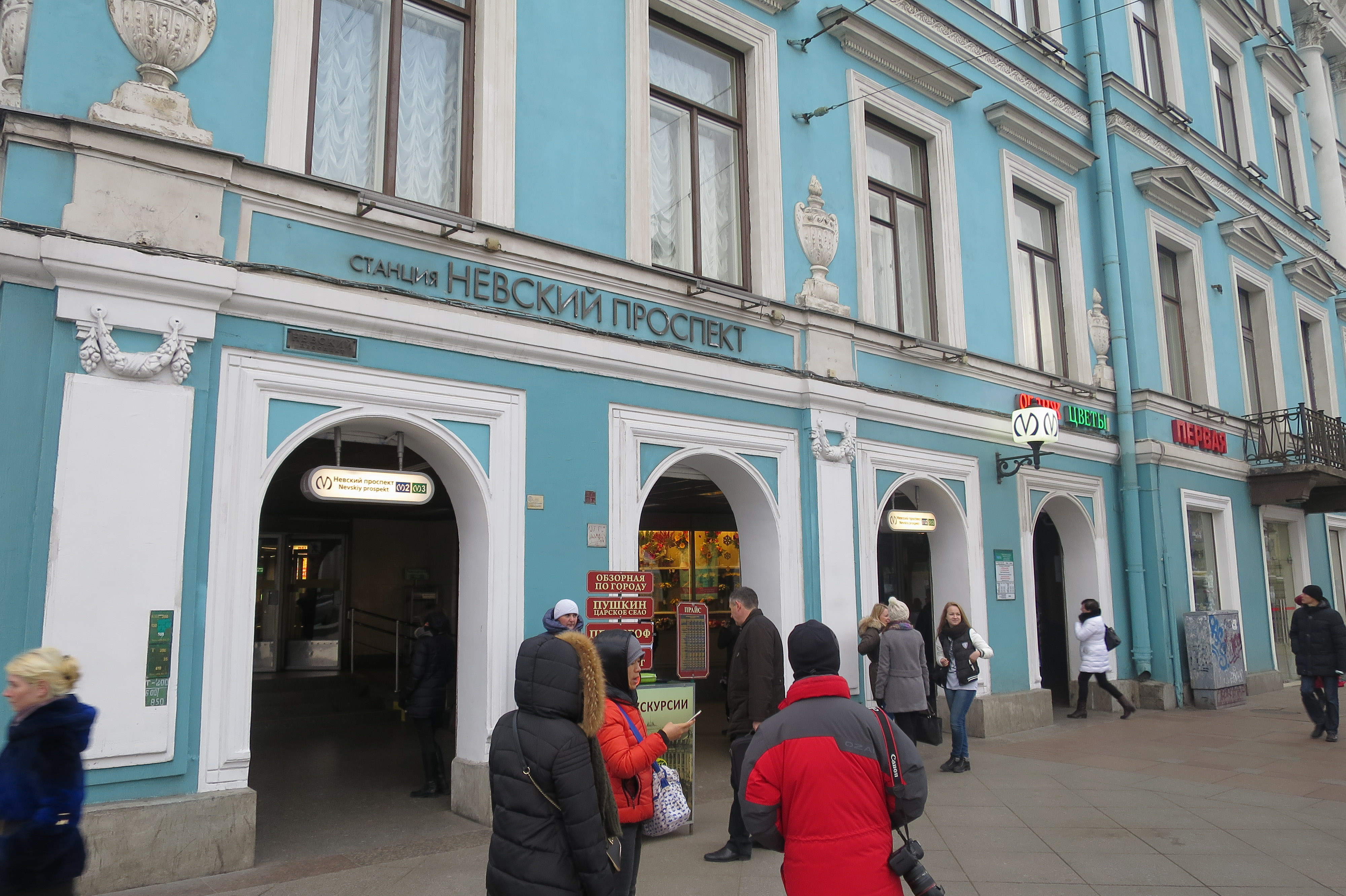
Выход на канал Грибоедова (вид с Невского пр.)
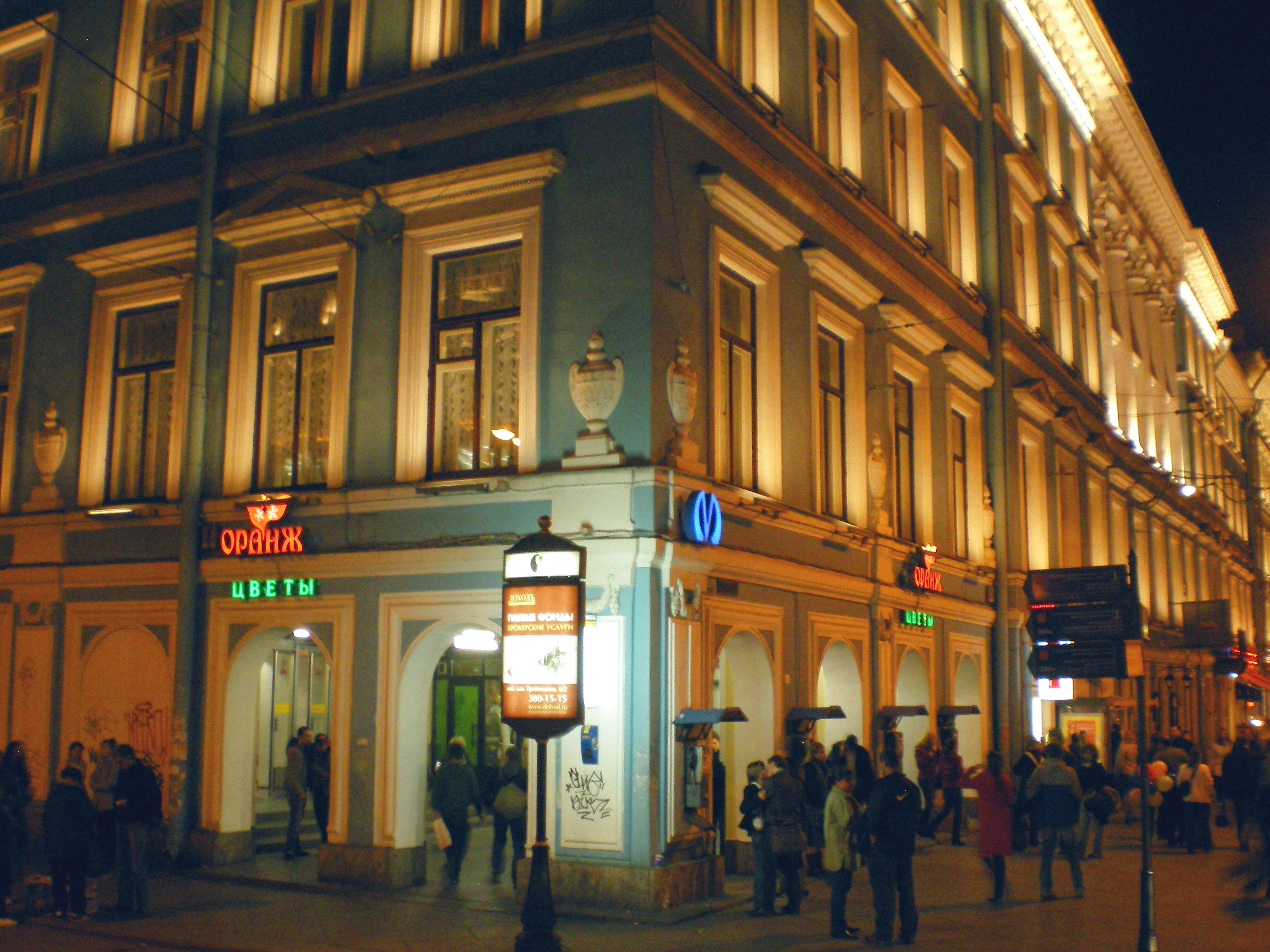
Выход на канал Грибоедова (вид с угла Казанского моста)
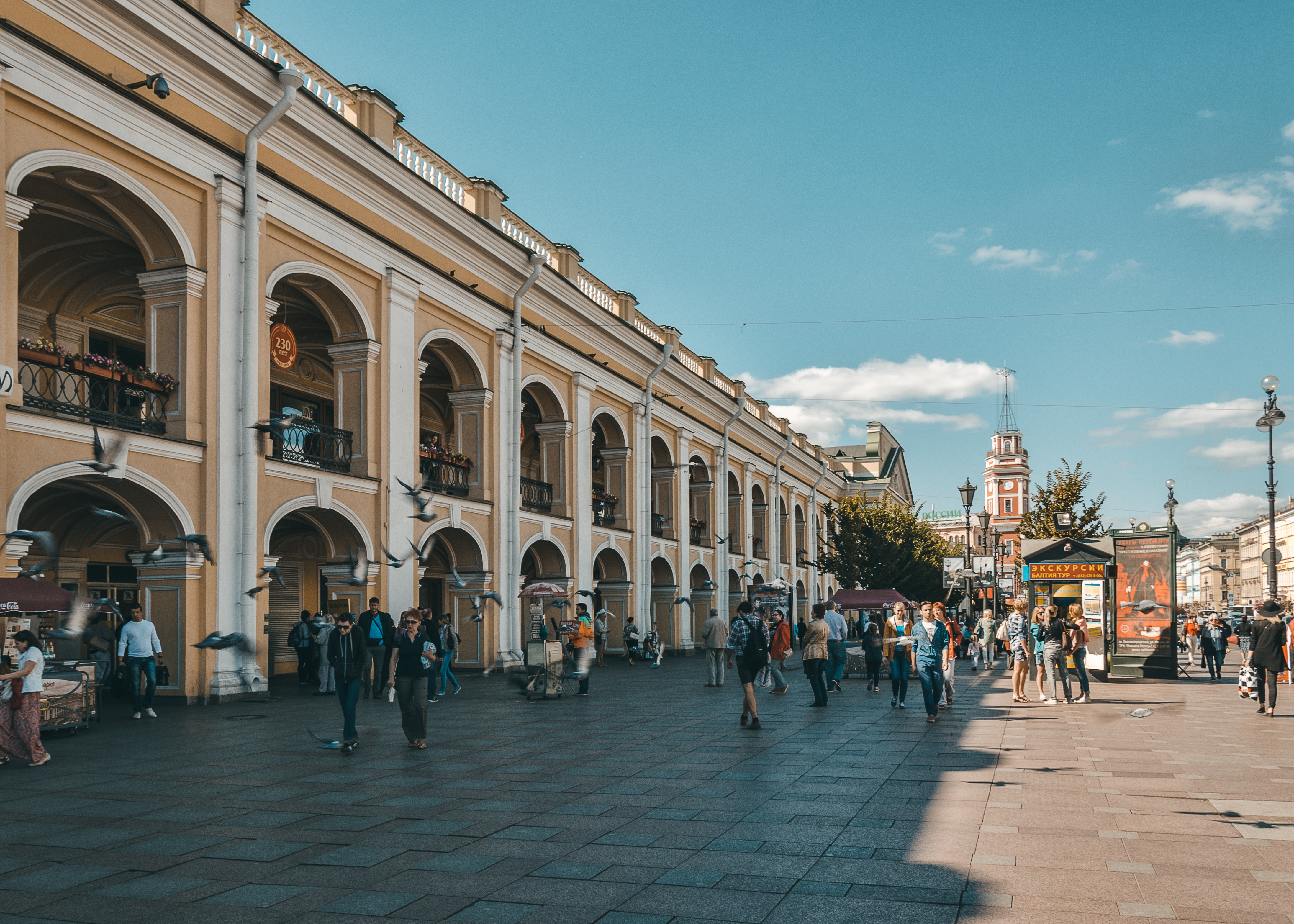
Выход на Гостиный Двор (вид с выхода подземного перехода Невского пр.)

## Наземный транспорт

### Автобусные маршруты
| №   | Пересадки | Конечный пункт 1                  | Конечный пункт 2                               |
| --- | --- | --------------------------------- | ---------------------------------------------- |
| 3   | Адмиралтейская Гостиный Двор Площадь Восстания Маяковская Московский вокзал Лиговский проспект Обводный канал Московские ворота Электросила Парк Победы Московская Предпортовая | Театральная площадь               | улица Костюшко                                 |
| 7   | Приморская Горный институт Адмиралтейская Гостиный Двор | Наличная улица                    | Площадь Восстания Маяковская Московский вокзал |
| 22  | Чернышевская Площадь Восстания Маяковская Московский вокзал Гостиный Двор Адмиралтейская                                                                                        | улица Стасовой                    | Двинская улица                                 |
| 24  | Ладожская Ладожский вокзал Новочеркасская Площадь Александра Невского Площадь Восстания Маяковская Московский вокзал Гостиный Двор Адмиралтейская                               | Хасанская улица                   | Василеостровская                               |
| 27  | Ладожская Ладожский вокзал Новочеркасская Площадь Александра Невского Площадь Восстания Маяковская Московский вокзал Гостиный Двор Адмиралтейская                               | Белорусская улица                 | Театральная площадь                            |
| 49  | Гостиный Двор Сенная площадь Спасская Садовая | Площадь Ленина Финляндский вокзал | Двинская улица                                 |
| 181 | Площадь Восстания Маяковская Московский вокзал Гостиный Двор Сенная площадь Спасская Садовая                                                                                    | улица маршала Тухачевского        | площадь Репина                                 |
| 191 | Чкаловская Спортивная Адмиралтейская Гостиный Двор Площадь Восстания Маяковская Московский вокзал Площадь Александра Невского Новочеркасская Проспект Большевиков Улица Дыбенко | Петроградская                     | река Оккервиль                                 |

### Троллейбусные маршруты
| №  | Пересадки | Конечный пункт 1           | Конечный пункт 2               |
| -- | --- | -------------------------- | ------------------------------ |
| 1  | Новочеркасская Площадь Александра Невского Площадь Восстания Маяковская Московский вокзал Гостиный Двор Адмиралтейская Спортивная                                          | улица Маршала Тухачевского | Ординарная улица Петроградская |
| 5  | Площадь Восстания Маяковская Московский вокзал Гостиный Двор Адмиралтейская                                                                                                | Тульская улица             | Конногвардейский бульвар       |
| 7  | Спортивная Адмиралтейская Гостиный Двор Площадь Восстания Маяковская Московский вокзал Новочеркасская                                                                      | Петровская площадь         | Таллинская улица               |
| 10 | Приморская Горный институт Адмиралтейская Гостиный Двор Площадь Восстания Маяковская Московский вокзал                                                                     | улица Кораблестроителей    | Новгородская улица             |
| 11 | Горный институт Адмиралтейская Гостиный Двор Площадь Восстания Маяковская Московский вокзал                                                                                | улица Кораблестроителей    | Тульская улица                 |
| 17 | Гостиный двор Адмиралтейская Сенная площадь Садовая Спасская Пушкинская Звенигородская Витебский вокзал Технологический институт Фрунзенская Московские ворота Электросила | Казанский собор            | улица Костюшко                 |
| 22 | Ладожская Ладожский вокзал Новочеркасская Площадь Александра Невского Площадь Восстания Маяковская Московский вокзал Гостиный Двор Адмиралтейская                          | Хасанская улица            | площадь Труда                  |

### Трамвайные маршруты
| № | Пересадки                                     | Конечный пункт 1                  | Конечный пункт 2 |
| - | --------------------------------------------- | --------------------------------- | ---------------- |
| 3 | Гостиный Двор Сенная площадь Спасская Садовая | Площадь Ленина Финляндский вокзал | площадь Репина   |

## Особенности проекта и станции
- Первая станция, не имеющая наземного вестибюля.
- Первоначально станцию планировали построить в районе площади Плеханова (ныне Казанской). Поэтому она имела проектные названия «Площадь Плеханова» и «Улица Желябова»[3].
- Станция являлась самым масштабным проектом, связанным со сносом исторических зданий:
  - При постройке выхода на Думскую улицу и Невский проспект были снесены портик (архитектор Л. Руска)[5] и Перинные ряды (архитектор Дж. Кваренги), в этом месте была произведена разработка котлована для кассового зала в историческом центре города.
  - Чтобы соорудить выход к каналу Грибоедова, потребовалось частично разобрать, а затем восстановить Дом Энгельгардта — ныне Малый зал Филармонии.
- Выход со станции представляет собой старейший в городе подземный переход.
- Наклонный ход станции — первое в городе применение композитного материала в отделке метро (1998 год).
- Перегон «Невский проспект» — «Сенная площадь» — самый короткий на линии.
- При прокладке тоннеля между станциями «Невский проспект» и «Горьковская» под Невой проходчики обнаружили в районе Марсова поля ранее не выявленную водоносную песчаную линзу. Пришлось заглублять тоннель с максимально допустимым уклоном. При перемещении на этом отрезке состава первый вагон оказывается на 6 метров ниже последнего. Также из-за этого не удалось построить станцию в районе Марсова поля, которая была в проекте. Этот перегон является самым глубоким в мире (самая глубокая его точка — 126 метров).

## Путевое развитие
На перегоне в сторону станции «Горьковская» находится трёхстрелочный оборотный тупик, в котором ранее располагался пункт технического обслуживания (ПТО) поездов со смотровой канавой.

В середине 1990-х годов при строительстве служебной соединительной ветви между станциями «Садовая» и «Невский проспект» ПТО был упразднён. Служебная соединительная ветвь эксплуатируется с 1 февраля 2000 года. В 2010 году смотровая канава ПТО была полностью ликвидирована (залита бетоном).

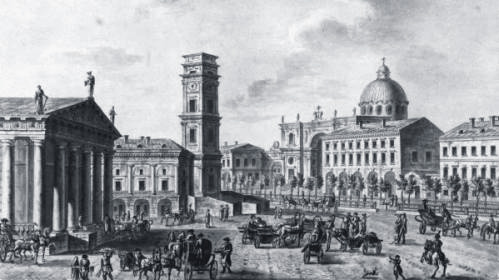
Место выхода в город
за 100 лет до постройки

## Ремонт и модернизация
- В апреле — мае 1996 года пересадка между станциями «Невский проспект» и «Гостиный двор» была невозможна из-за проведения ремонтных работ в переходном тоннеле и замены пересадочных эскалаторов. В результате этой реконструкции количество малых эскалаторов было увеличено с трёх до четырёх в каждом направлении (как в сторону второго вестибюля «Невского проспекта», так и в сторону станции «Гостиный двор»). С 6 по 24 августа 2007 года были закрыты на ремонт эскалаторы второго вестибюля «Невского проспекта».
- С 1 февраля по 28 декабря 2012 года[7] был закрыт на реконструкцию второй вестибюль «Невского проспекта». За это время был проведён капитальный ремонт наклонного хода и эскалаторов, а также косметический ремонт вестибюля, расположенного в доме Энгельгардта, на углу Невского проспекта и набережной канала Грибоедова[8]. В 2018 году светильники наклонного хода были заменены со «световых столбиков» на «факелы».

## Интересные факты
- В проектах оформления станции были предусмотрены барельефный портрет Ленина, а также панно «Наш город» площадью 54 кв. метра с изображением Ленина, выступающего с трибуны, революционных солдат и матросов, защитников Ленинграда в годы Великой Отечественной войны, счастливых советских юношей и девушек, детей, несущих модель первого искусственного спутника Земли, и спортивных стягов, а также эмблем крупнейших ленинградских предприятий — «Адмиралтейских верфей», «Электросилы» и Кировского завода[9].
- Перегон от «Невского проспекта» в сторону станции «Горьковская» достигает глубины 95—100 метров[10] и имеет предельно допустимый Правилами технической эксплуатации (ПТЭ) уклон крутизной 60 ‰ (тысячных — спуск на 6 метров через каждые 100 метров)[11][12], что связано с прохождением тоннеля под впадиной дна подземной реки в этом месте.

## В литературе
- «Невский проспект» появляется в постапокалиптическом романе Шимуна Врочека «Питер».